# オランダせんべい (粉菓)
オランダせんべいは、北海道根室市およびその周辺で発売されている小麦粉でできた煎餅である。

## 特徴
原料は小麦粉・砂糖・塩・膨張剤（重曹）である。直径16cmほどの円形をしており、厚さは8mm前後の薄いものである。ベルギーワッフルのように表面に凹凸の模様がある。この模様のパターンは全体の1/4ごとに異なっている。専用の焼き型に生地を入れて焼き上げる。
一般の煎餅のようにパリパリしておらず、湿気を持ち弾力のある柔らかい食感を持つことが最大の特徴である。なお、この食感は焼き加減から生まれるものであり、焼きすぎると通常の煎餅のようにパリパリするという。

## 来歴
江戸時代初期にオランダ商館が置かれていた長崎県平戸市に、同名の「オランダ煎餅」（「煎餅」は漢字表記）、「おらんだ焼き」という菓子があり、これが名前の由来ではないかとされている。平戸では、模様の由来をオランダ人の靴跡をデザインしているから、と言い伝えられている。また、平戸のものは大判（おらんだ焼）、小判（オランダ煎餅）と大小二つのタイプが存在し、根室の「オランダせんべい」に比べ厚く固めに焼かれている。
いつ頃から根室で販売されていたのかは定かな資料がなく不明だが、平戸から日本海北上ルートの富山・函館・根室と同じものが伝わっており、明治時代の記述には函館でも売られていた記録がある。最盛期にはたくさんの製造元があったが、次々と撤退し、最盛期から残っているのは「端谷菓子店」のみである。また、市内で旅館と民宿を営むエクハシの宿株式会社ワーキングハウスが、自然の黒糖をメインとしたオランダ煎餅と、期間限定で生チョコ味のオランダ煎餅を売り出している。
なお、山形県酒田市で製造されているオランダせんべい（米菓）とは全く関係ない。